# Produktionskoden

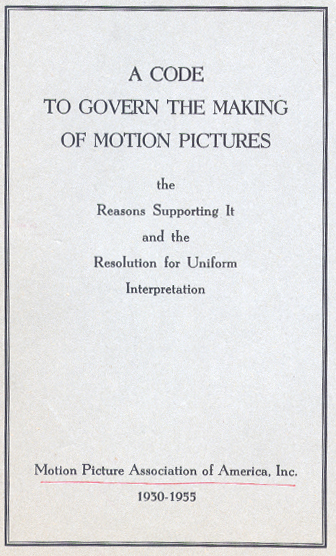

Produktionskoden (även känd som Hays-koden) var en guide för självcensur inom den amerikanska filmbranschen som upprättades av The Motion Pictures Producers and Distributors Association (MPPDA, senare MPAA) 1930 och började tillämpas strikt 1934.
Benämningen "pre-code" används på engelska för att beskriva ljudfilmer gjorda innan produktionskoden började tillämpas 1934. Dessa filmer kännetecknas av att de ofta är betydligt mer vågade än filmer gjorda några år senare. Likaså används begreppet "pre-code Hollywood" för att beskriva den eran.

## Bakgrund
Redan på 1910-talet hade det uppstått en opinion som ansåg att filmer som visades var alltför vågade och omoraliska. USA:s högsta domstol fastslog 1915 att filmer inte täcktes in av det första tillägget till USA:s konstitution (om yttrandefrihet), vilket lett till att många lokala filmcensurmyndigheter grundats. Det framkom önskemål om en statlig myndighet som skulle överse och censurera filmer. För att undvika detta bestämde sig filmbranschen för att själva upprätta riktlinjer för vad som fick visas och inte.

## Hays-koden

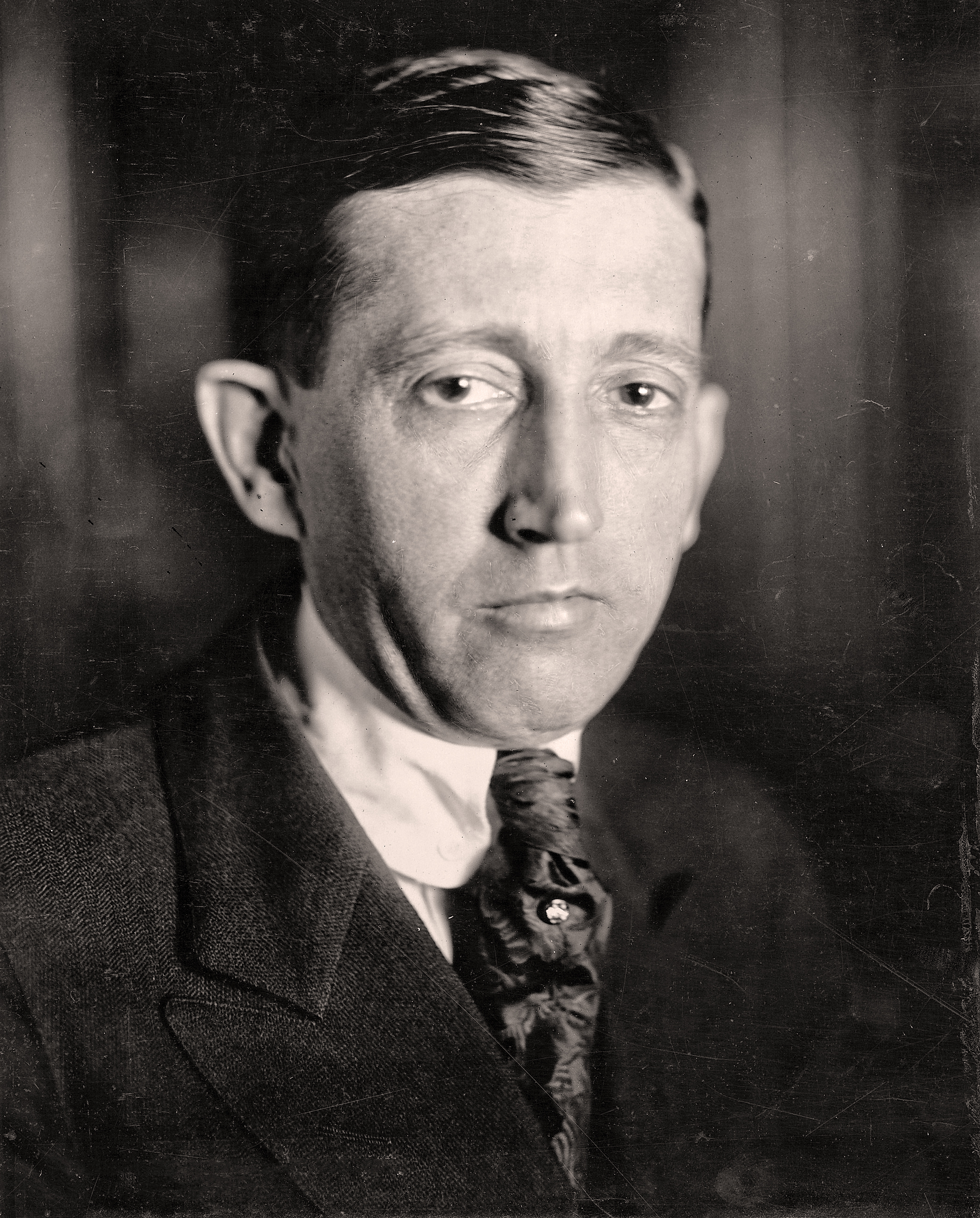
Will H. Hays

MPPDA grundades 1922 med syfte att ge en positiv bild av filmbranschen. Ledaren Will H. Hays försökte under flera år få filmstudiorna att upprätthålla en moralisk standard på sina filmer men hans försök hade relativt liten effekt fram till 1930. Det året infördes Hays-koden, som hade strikta regler om vad som var acceptabelt att visa på den vita duken. 1934 infördes en regel att filmer måste bli certifierade för att få distribueras. Den första film som certifierades enligt Hayskoden var John Fords Världen går sin gång (1934). Joseph Breen var huvudansvarig för godkännande av filmer åren 1934–1954.
Kodens tre viktigaste regler är:
1. En film ska inte sänka publikens moraliska standard. Således ska publikens sympati aldrig föras över på brottets, ondskans eller syndens sida.
2. Ett korrekt levnadssätt ska presenteras, förutom de undantag som krävs för filmens dramatik eller underhållningsvärde.
3. Naturlig eller mänsklig lag ska aldrig hånas och det får inte uppmuntras till sympati för dess kränkning.[1]

Detta innebar bland annat att man inte får skildra brott på ett sätt som kan inspirera till att de imiteras, hämnd får inte rättfärdigas. Olaglig droghandel får inte skildras, alkoholkonsumtion får ej skildras när det inte är nödvändigt för skildrande av handling eller karaktärer. Vidare får inte sex utanför äktenskapet glorifieras. Överdrivna och åtråfyllda kyssar och kramar ska inte visas. Obscena ord och gester, svordomar och hädelser ska inte skildras. Vidare får religioner inte hånas och präster och andra religiösa ledare ska inte skildras som komiska figurer eller skurkar. USA:s flagga ska behandlas respektfullt. Våld och dödande är tillåtet men dödsstraff, tortyr, lidande, våld mot barn m.m. ska undvikas eller visas återhållsamt.
Den amerikanska filmindustrin var vid denna tiden i stor utsträckning vertikalt integrerad, det vill säga många av de stora biografkedjorna ägdes av filmstudiorna. Dessa biografkedjor kunde inte välja att visa icke-certifierade filmer för att de då inte skulle tillåtas visa filmer från de stora studiorna. Denna vertikala integration befanns dock strida mot konkurrenslagarna och studiorna tvingades sälja sina biografkedjor på 1950-talet. Vid samma tid kom också europeiska filmer att importeras i högre grad och dessa, såsom Arne Mattssons Hon dansade en sommar (1952), var betydligt mer vågade än de amerikanska filmerna gällande kärlek (samtidigt som man i Europa var mer återhållsam mot våld). Filmer som stred mot produktionskoden visades på särskilda biografer som dock fick porrykte.

## Kodens inflytande minskar
1952 kom ett nytt domslut som rev upp 1915 års domslut och fastställde att filmer var skyddade av det första tillägget och man fick därför inte censurera Roberto Rossellinis film L'Amore. Detta innebar att hotet om en statlig filmcensur minskade och Hays-kodens inflytande kom snabbt att luckras upp. Koden kom dock att spela en stor roll i ytterligare drygt ett decennium. 1967 beslutade MGM att distribuera filmen Blowup trots att den inte blivit godkänd av MPAA. MPAA kunde inte göra något åt saken och koden övergavs snart till förmån för ett klassificeringssystem som infördes 1968, Motion Picture Association of America film rating system. Detta system används fortfarande, dock i modifierad form.